# Слободзея (Штефан-Водський район)
Слободзе́я (рум. Slobozia) — село в Молдові, Штефан-Водському районі. Утворює окрему комуну.
Населення — 4023 особи (за даними перепису 2007 року).

## Населення

### Національність
Розподіл населення за національністю за даними перепису 2004 року:
| Національність   | Відсоток |
| ---------------- | -------- |
| молдовани/румуни | 98,69%   |
| українці         | 0,58%    |
| росіяни          | 0,44%    |
| болгари          | 0,08%    |
| гагаузи          | 0,08%    |
| інші             | 0,13%    |

| Молдова | Це незавершена стаття з географії Молдови. Ви можете допомогти проєкту, виправивши або дописавши її. |

1. ↑  https://statistica.gov.md/ro/caracteristici-demografice-nationale-lingvistice-culturale-52_3669.html